# Maciej Kałuski
Maciej Kałuski (ur. 21 lutego 1953) – polski samorządowiec i działacz partyjny, w latach 1999–2006 członek zarządu województwa lubuskiego I i II kadencji.

## Życiorys
Został członkiem Wojewódzkiej Rady Kasy Chorych. Zaangażował się w działalność polityczną w ramach Sojuszu Lewicy Demokratycznej, został m.in. wiceprzewodniczącym rady wojewódzkiej partii i liderem SLD w powiecie nowosolskim. Zasiadał w radzie miejskiej Nowej Soli, gdzie objął funkcję wiceprzewodniczącego; pracował także w prywatnej firmie. W 1998 i 2002 wybierano go do sejmiku lubuskiego (w 2006, 2010 i 2018 bez powodzenia ubiegał się o reelekcję).
Z dniem 1 stycznia 1999 został powołany na stanowisko członka zarządu województwa lubuskiego, odpowiedzialnego za sprawy polityki rozwoju wsi i rolnictwa. Na tym stanowisku pozostał także w kolejnym zarządzie powołanym 26 listopada 2002. Zakończył pełnienie funkcji 30 listopada 2006 wraz z końcem kadencji. W międzyczasie zasiadł w radzie Lubuskiej Regionalnej Kasy Chorych, później został m.in. wiceprezesem Wojewódzkiego Funduszu Ochrony Środowiska i Gospodarki Wodnej w Gorzowie Wielkopolskim.
Mieszka w Nowej Soli. Został m.in. honorowym obywatelem Bytomia Odrzańskiego